# Delias langda
Delias langda is een vlindersoort uit de familie van de Pieridae (witjes), onderfamilie Pierinae.
Delias langda werd in 1992 beschreven door Gerrits & van Mastrigt.